# Rhipidure pie
Rhipidura javanica
Espèce
Statut de conservation UICN

 LC  : Préoccupation mineure
Le Rhipidure pie (Rhipidura javanica) est une espèce de passereaux de la famille des Rhipiduridae.

## Distribution
On le trouve en Birmanie, Brunei, Cambodge, Indonésie, Laos, Malaisie, Philippines, Singapour, Thaïlande et Vietnam.

## Habitat
Il habite les forêts humides tropicales et subtropicales en plaine.

## Sous-espèces
Selon Alan P. Peterson, cet oiseau est représenté par trois sous-espèces :
- Rhipidura javanica javanica (Sparrman) 1788
- Rhipidura javanica longicauda Wallace 1865
- Rhipidura javanica nigritorquis Vigors 1831